# Gasteracantha curvispina
Gasteracantha curvispina is een spinnensoort in de taxonomische indeling van de wielwebspinnen (Araneidae).
Het dier behoort tot het geslacht Gasteracantha. De wetenschappelijke naam van de soort werd voor het eerst geldig gepubliceerd in 1837 door Félix Édouard Guérin-Méneville.